# Aspide (missile)
L'Aspide è un missile a medio raggio con guida radar semiattiva. La sua versione navalizzata è utilizzata nel sistema Albatros sviluppato, su richiesta e specifiche NATO, con la partecipazione italiana dalla Selenia, per sviluppare ex novo un sistema missilistico superficie-aria navalizzato analogo al RIM-7 Sea Sparrow, versione navalizzata del missile AIM-7 Sparrow. Il sistema navale Albatros viene prodotto dal consorzio MBDA, costituito da Matra, Bae, Dynamics ed Alenia, società prima controllata al 50% poi confluita in Leonardo S.p.A. (nuovo nome di Finmeccanica dal 2017) erede della Selenia.
Il missile nel sistema navale Albatros può operare in qualsiasi condizione meteorologica, con capacità multiruolo, progettato per combattere le minacce alle unità navali provenienti da aerei e missili fornendo sia capacità di difesa d'area che di punto, con altissima efficienza e probabilità di colpire il bersaglio ed abbatterlo con un singolo colpo, nonché con la capacità di discriminare il singolo bersaglio anche nel caso in cui quest'ultimo voli in formazione chiusa con altri.
Oltre settanta sistemi Albatros sono attualmente in servizio sia nella Marina italiana che in quelle di clienti esteri.

## Origini
Il missile è molto simile allo Sparrow, ma all'epoca (1977) dell'introduzione in servizio aveva un'innovazione tecnica elettronica, la guida monoimpulso piuttosto che a scansione conica, cosa che lo rendeva molto resistente alle ECM e anche più preciso. Differenza non trascurabile rispetto allo Sparrow era quella di avere tutte e quattro le ali di manovra (quelle a metà fusoliera) completamente indipendenti, a differenza del missile statunitense che ne aveva due accoppiate e due indipendenti.
Questo notevole vantaggio di avere le ali di manovra completamente indipendenti migliorava sensibilmente la manovrabilità dell'Aspide rispetto a tutti i concorrenti ed ha portato alla modifica dei missili che venivano lanciati dalla superficie.
Le prime versioni del missile adottavano delle ali di manovra ripiegabili nel lanciatore che, successivamente all'uscita dallo stesso, grazie ad una barra di torsione si dispiegavano come nello Sparrow. Le barre di torsione erano però soggette a diversi difetti, non ultima la corrosione della barra stessa con la probabilità che non tutte le ali all'uscita del lanciatore di superficie venissero correttamente dispiegate.

## Evoluzione
Grazie però all'ingegnere Sandro Mazzuca, che ha curato la parte aerodinamica, ed al Dr. Paolo Iudica, che ha curato la parte meccanica, venne sviluppata la cosiddetta "ala corta" che evitava di avere l'ala di manovra in due pezzi e quindi il relativo cinematismo di dispiegamento. Il sistema delle quattro ali indipendenti consentiva quindi anche l'uso di ali fisse di apertura ridotta anche da lanciatori di superficie.
A riprova del grande vantaggio di manovra dell'Aspide sui missili della stessa classe, i britannici vollero acquistare per il loro Skyflash dalla Alenia l'unità di controllo dell'Aspide a quattro ali indipendenti.
Un'altra differenza molto importante di allora  era la diversa testata che l'Aspide adottava. Lo Sparrow aveva una testata di tipo continuous rod o barra continua: tanto per esemplificare, al momento dell'esplosione la testata lanciava una specie di "metro da muratore", un cerchio metallico composto da diverse barrette unite insieme e praticamente dopo l'esplosione della testata si vedeva una specie di "corda metallica" che impattava con il bersaglio. La letalità di questo sistema non era "universalmente" garantita, a differenza dell'Aspide che, invece, aveva una testata a frammentazione che al momento dell'esplosione lanciava frammenti metallici in diverse direzioni, aumentando così la sua letalità o kill probability.
Per quanto riguarda l'elettronica, solo con lo Sparrow M gli USA introdussero la tecnica di guida  mono-pulse, che, oltre che dagli italiani, era usata anche dai britannici con lo Skyflash, missile che era un aggiornamento elettronico dello Sparrow E, anche se  dotato ancora del vecchio e meno potente motore a razzo.
L'Aspide nel modello aria-aria è riconoscibile per le alette triangolari a grande apertura, mentre nelle versioni per lanci da superficie poteva avere alette similari a quelle dello Sparrow o la famosa ala corta.

## Confronto con lo Sparrow
La stampa italiana ha sempre riportato ottime cose sulle capacità e precisione dell'Aspide, ma esiste la questione delle sue origini. Il fatto che l'Aspide somigli tanto allo Sparrow e che l'Italia non abbia mai costruito un ben più economico missile a guida IR, non è legato solo alla necessità di rimpiazzare i vecchi Sparrow E con armi fisicamente compatibili, ma anche alla produzione su licenza di oltre 1000 AIM-7 da parte della Selenia, fatto praticamente ignoto fino a non molto tempo fa, il che spiega come mai la ditta italiana abbia avuto accesso al know-how per la costruzione di un'arma a medio raggio e come mai all'estero l'Aspide venga considerato come una versione su licenza dello Sparrow, pur avendo elettronica, testata e motore assolutamente originali e molto più prestanti rispetto al modello E statunitense, differenziandosi da questo ancora di più di quanto non facesse il britannico Skyflash che era effettivamente uno Sparrow con testa di guida differente.

## Servizio

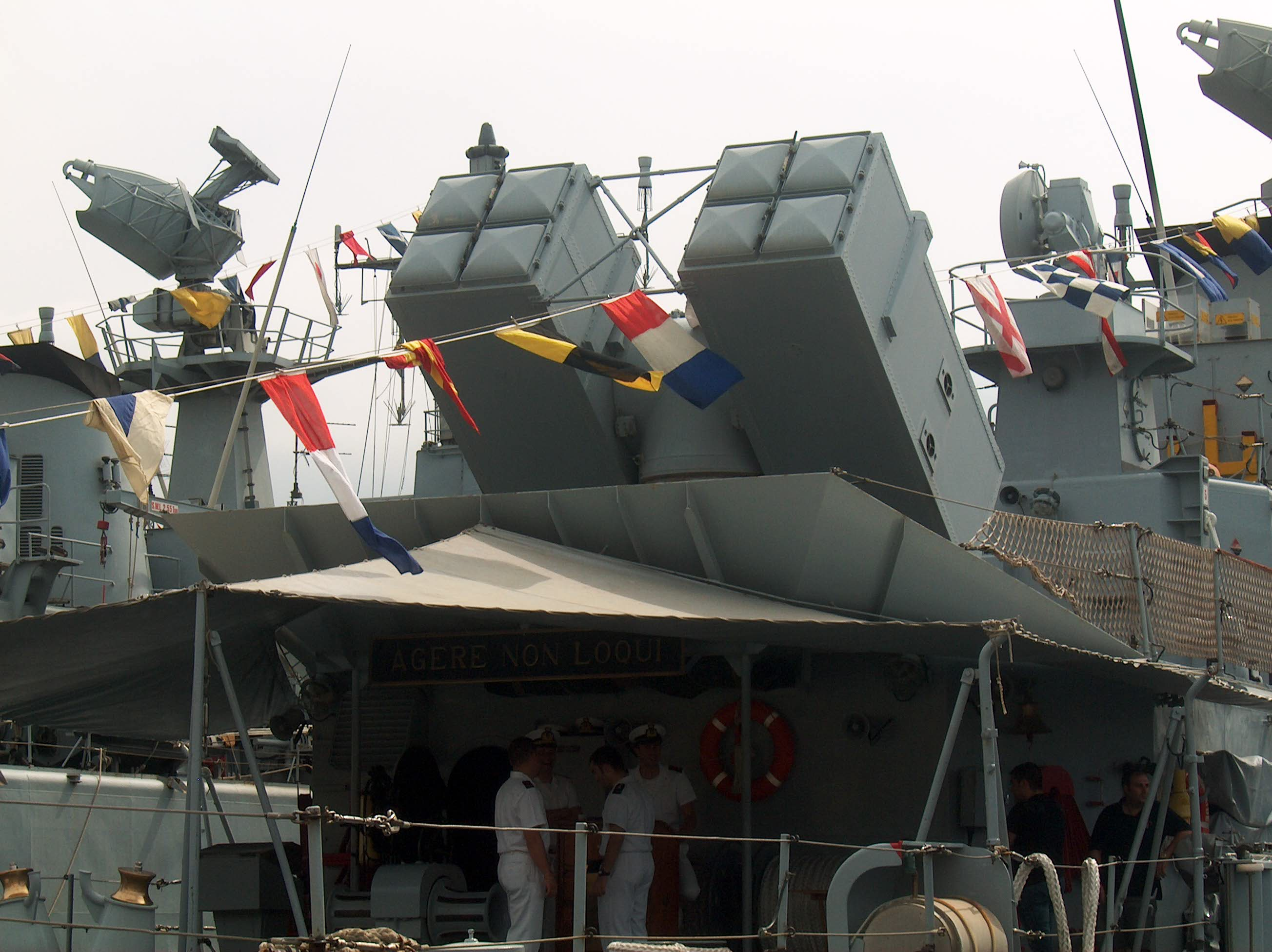
Lanciamissili del sistema Albatros della corvetta Danaide

L'Aspide è molto diffuso nei sistemi superficie-aria di numerose marine, anche grazie alla vendita a paesi stranieri, avvenuta nell'ultimo ventennio del secolo scorso, di numerose fregate e di alcune corvette costruite dai cantieri italiani CNR (Cantieri Navali Riuniti, ora assorbiti da tempo in Fincantieri). È meno diffuso nei sistemi terra-aria terrestri, dove viene utilizzato dal sistema Skyguard/Aspide adottato dall'Esercito Italiano e dal sistema Spada adottato dall'Aeronautica Militare, nonché dall'aviazione spagnola e da quella pakistana, mentre come missile aria-aria è rimasto legato al solo Aeritalia F-104S Starfighter, ed è fallito un tentativo di marketing per il Viggen JA-37.
Aver limitato il suo utilizzo aeronautico al solo F-104 S ha penalizzato il missile in quanto, con il radar Fiar R21-G/M1 Setter derivato dal NASARR (North American Search And Ranging Radar) R21-G della Autonetics, una divisione della North American Aviation, non c'era modo di sfruttare i 40 km di gittata utile dell'Aspide e quindi, più in generale, di usarlo al meglio. Con la progressiva dismissione degli F-104S-ASA cadde in disuso anche l'Aspide, in quanto il successivo Eurofighter Typhoon non ha un illuminatore per missili a guida semiattiva o comunque la compatibilità con questa classe di armi. Nell'Aeronautica Militare in un certo momento, operavano i Tornado ADV con i missili Sky Flash di prima generazione e gli F-104 con gli Aspide, con nessuna delle due combinazioni che operasse al meglio, in quanto nel primo caso si aveva un aereo moderno con dotazione elettronica di scoperta adeguata ma con missili dotati di un motore antiquato mentre, nel secondo caso un aereo con avionica superata ma con missili moderni non sfruttabili al meglio. In ogni caso un Tornado poteva individuare un bersaglio e colpirlo con i propri missili, teoricamente di minore gittata, a una distanza maggiore di quanto potesse fare un F-104 con l'Aspide.
Lo sviluppo della versione Mk.2, che prevedeva l'uso di una testata di guida totalmente attiva permettendo l'ingaggio di bersagli multipli da parte di un singolo velivolo utilizzando più missili contemporaneamente ma del 50% più pesante dell'AMRAAM, non ha avuto seguito.
L'Aspide è ampiamente utilizzato dai sistemi di difesa missilistici della flotta italiana Albatros e Aramis, entrambi prodotti da Leonardo S.p.A..
Il suo successore in ambito navale è l'Aster, mentre in campo aeronautico si lavora al Meteor come successore del missile aria-aria AMRAAM.

## Versioni
- Aspide Mk.1 - Simile al missile AIM-7E a ricerca semiattiva e motore a razzo a propellente. Questa versione ebbe un notevole successo di export e venduta in 17 nazioni.[3]
- Aspide Mk.2 - Versione migliorata con testata radar attiva con antenna asservita della Motorola. Il suo sviluppo venne abbandonato in favore del missile AIM-120 AMRAAM.
- Aspide 2000 - Versione superficie-aria dell'Aspide Mk.1, usata nel sistema Spada 2000[4], con prestazioni molto incrementate e simili allo Sparrow ESSM, e venduto all'Egitto ed a Cipro nell'ambito del programma di ammodernamento della precedente versione Aspide in dotazione rispettivamente ai Sistemi Albatros della Marina militare egiziana e dei sistemi Skyguard della National Guard di Cipro, nonché al Pakistan in dotazione alle 10 batterie SPADA 2000.

## Piattaforme di Lancio

### SAM Terrestri (Surface-to-Air Missile - Missile terra-aria)
- Skyguard: Piattaforma usata dall'Esercito Italiano
- Spada: Piattaforma usata dall'Aeronautica Militare Italiana

### SAM Navali
- Albatross: Piattaforma usata dalla Marina Militare Italiana

### Aeronautiche
- F-104ASA
- F-104S

## Altri produttori
A metà degli anni ottanta la Repubblica Popolare Cinese importò un lotto di Aspide Mk.1 (200) e quindi siglò con l'Alenia un accordo per la produzione del missile su licenza. Nel 1989 in seguito all'embargo stabilito dall'Unione europea per i fatti di piazza Tienamen i cinesi non poterono più acquistare il materiale necessario per la loro produzione e con la tecnologia acquisita con gli Aspide Mk.1 acquistati svilupparono una loro versione, denominata PL-11, utilizzata dalle loro forze aeree.